# Championnat d'Autriche féminin de football 2018-2019
Navigation
Édition précédente Édition suivante
La saison 2018-2019 du Championnat d'Autriche féminin de football (Österreichische Fußball-Frauenmeisterschaft) est la quarante-septième saison du championnat. Le SKN St. Pölten Frauen défend son titre et remporte son cinquième titre de champion consécutif.

## Organisation
La compétition se déroule en mode championnat, chaque équipe joue deux fois contre chaque équipe adverse participante, une fois à domicile et une fois à l'extérieur.

## Participants
| \| St. Pölten Austria Graz SV Neulengbach FC Bergheim FFC Vorderland Union Kleinmünchen SKV Altenmarkt FC Südburgenland Wacker Innsbruck \| Localisation des clubs engagés dans le championnat. |
| St. Pölten Austria Graz SV Neulengbach FC Bergheim FFC Vorderland Union Kleinmünchen SKV Altenmarkt FC Südburgenland Wacker Innsbruck                                                           |

## Compétition

### Classement
| Rang | Équipe                            | Pts | J  | G  | N | P  | Bp | Bc | Diff |
| ---- | --------------------------------- | --- | -- | -- | - | -- | -- | -- | ---- |
| 1    | SKN St. Pölten T                  | 52  | 18 | 17 | 1 | 0  | 77 | 10 | +67  |
| 2    | Sturm Graz                        | 46  | 18 | 15 | 1 | 2  | 56 | 19 | +37  |
| 3    | SG USC Landhaus/FK Austria Vienne | 36  | 18 | 11 | 3 | 4  | 39 | 22 | +17  |
| 4    | SV Neulengbach                    | 32  | 18 | 10 | 2 | 6  | 43 | 24 | +19  |
| 5    | SKV Altenmarkt                    | 23  | 18 | 6  | 5 | 7  | 29 | 30 | -1   |
| 6    | FC Wacker Innsbruck P             | 18  | 18 | 5  | 3 | 10 | 33 | 50 | -17  |
| 7    | FFC Vorderland                    | 17  | 18 | 5  | 2 | 11 | 31 | 58 | -27  |
| 8    | FC Bergheim                       | 13  | 18 | 4  | 1 | 13 | 26 | 39 | -13  |
| 9    | FC Südburgenland                  | 12  | 18 | 3  | 3 | 12 | 23 | 63 | -40  |
| 10   | Union Kleinmünchen                | 10  | 18 | 3  | 1 | 14 | 11 | 53 | -42  |

| Légende : Qualifications et relégations | Légende : Qualifications et relégations                                      |
| --------------------------------------- | ---------------------------------------------------------------------------- |
|                                         | Ligue des champions 2019-2020                                                |
|                                         | Relégué en deuxième division                                                 |
|                                         | T : Tenant du titre P : Promu C : Vainqueur de la Coupe d'Autriche 2018-2019 |

### Meilleures buteuses
| Rg                 | Joueuse             | Club             | Buts |
| ------------------ | ------------------- | ---------------- | ---- |
| Médaille d'or      | Fanny Vágó          | SKN St. Pölten   | 24   |
| Médaille d'argent  | Mateja Zver         | SKN St. Pölten   | 19   |
| Médaille de bronze | Franziska Thurner   | FC Südburgenland | 13   |
| 4.                 | Modesta Uka         | SK Sturm Graz    | 10   |
| 4.                 | Stefanie Enzinger   | SKN St. Pölten   | 10   |
| 4.                 | Katja Wienerroither | FC Bergheim      | 10   |

## Bilan de la saison
| Championnat d'Autriche féminin de football 2018-2019   |                           |
| Champion                                               | SKN St. Pölten (5e titre) |
| Dauphin                                                | Sturm Graz                |
| Coupes et trophées                                     |                           |
| Vainqueur de la Coupe d'Autriche 2018-2019             | SKN St. Pölten            |
| Qualifications continentales                           |                           |
| Ligue des champions féminine de l'UEFA 2019-2020       | SKN St. Pölten            |
| Ligue des champions féminine de l'UEFA 2019-2020       | Sturm Graz                |
| Promotions et relégations                              |                           |
| Promus en Championnat d'Autriche féminin de football   | SV Horn                   |
| Relégués en Championnat d'Autriche féminin de football | Union Kleinmünchen        |